# 1948年夏季奥林匹克运动会
第十四屆夏季奧林匹克運動會（英語：the Games of the XIV Olympiad），一般稱為1948倫敦奧運，于1948年7月29日至1948年8月14日在英国伦敦举行。

## 背景
第二次世界大戰爆發前夕，國際奧委會進行第十三屆奧運會之申辦，申辦是屆奧運會的有倫敦、雅典、布達佩斯、底特律、洛桑和蒙特利爾六個城市。1939年7月6日至9日，在國際奧委會之倫敦會議當中，倫敦被獲選為申辦城市。然而直到1944年，歐洲戰火仍然持續，該次奧運會亦被迫停辦。
到1946年3月，國際奧委會進行第十四屆奧運會之申辦，申辦是屆奧運會除包括倫敦外，尚包括巴爾的摩、明尼阿波利斯、洛桑、洛杉磯及費城，結果倫敦市於事隔四十年後，再度獲選為主辦城市，這亦是該市二度舉辦奧運（2012年则是倫敦市三辦夏季奧運會，該市亦因而成為歐洲及世界奧運史上，首個能實現三度擔任東道主之城市）；1948年7月29日，奧運會於溫布利球場舉行，由英國國王喬治六世及伊利沙伯皇后主持儀式。

## 焦點

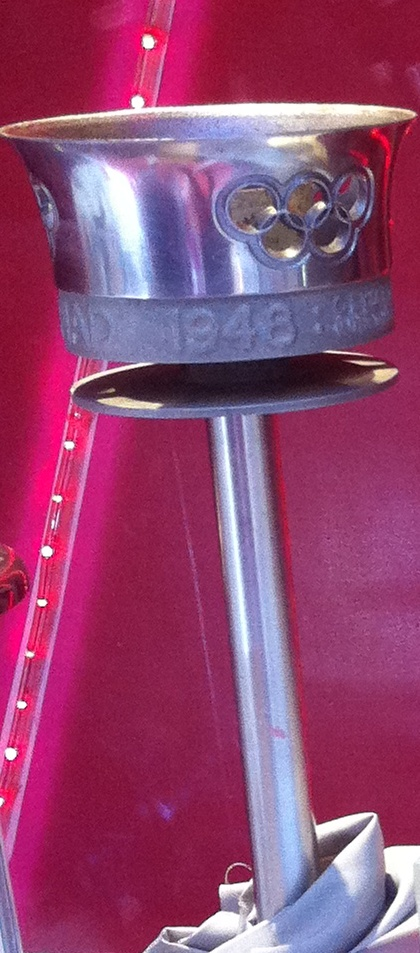
1948年夏季奧運會火炬

此屆奧林匹克運動會是第二次世界大戰後第一屆。在該屆奧運會開幕式上，有超過三千只鴿子（佔準備被放飛鴿子總數的一半）被熱死。当时伦敦天气过于闷热，很多鸽子由于受不了伦敦闷热的天气而死。
此乃奧運史上首個有電視、電台直播之夏季奧運會，該屆奧運會之各項賽事，均由英國廣播公司（BBC）負責其直播過程，及試行以彩色直播。
由於物資緊絀之緣故，不少選手只能以大學宿舍及民居等地方作為其奥运村之居住地。
除恆常之賽事外，英國奧委會亦同時舉辦「奥林匹克運動會藝術比賽」，廣邀各選手們繪畫與奧運有關之作品，並於倫敦市維多利亞與亞伯特博物館展出得獎畫作。

## 比赛项目
| - 田径 - 篮球 - 拳击 - 马术 - 击剑 - 足球 - 体操 |  | - 赛艇 - 帆船 - 射击 - 举重 - 摔跤 - 皮划艇 - 曲棍球 |  | - 自行车 - 现代五项 - 水上项目 - 游泳 - 跳水 - 水球 |

### 表演项目
- 长曲棍球
- 瑞典式体操

## 参赛国家及地区

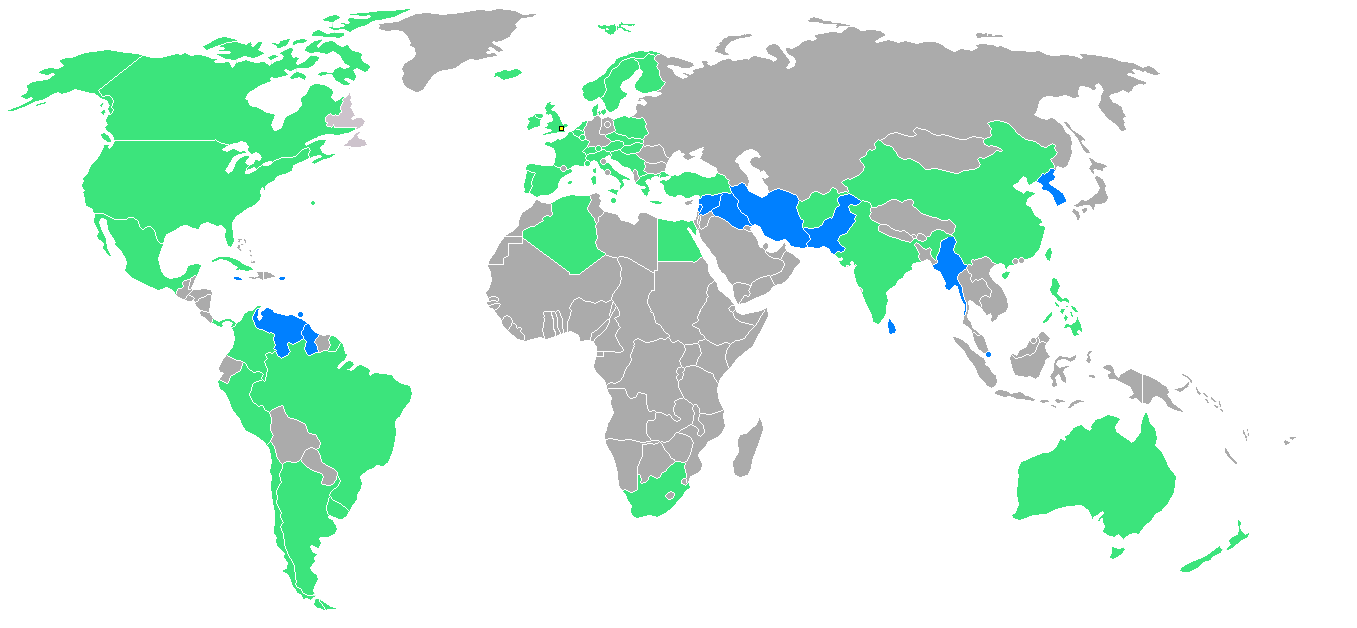
参赛国家及地区分布

一共有59个国家和地區代表团参加了本届奥运会。其中是首次参加奥运会的国家和地區有：英属圭亚那（今圭亚那）、缅甸、锡兰（今斯里蘭卡）、伊朗、伊拉克、牙买加、韩国、黎巴嫩、巴基斯坦、波多黎各、新加坡、叙利亚、特立尼达和多巴哥以及委内瑞拉。
西班牙亦被邀參與，這亦是該國自1932年闊別奧運會十多年後首度於二戰後亮相（西班牙為忙於應付內戰，而未能出席1936年柏林夏季奧運會），惟德國及日本這兩個前軸心國則因發動二次大戰而被拒參與。義大利亦為軸心國之一，然而該國因在1943年9月投降，由國王領導的新政府加入同盟國，及使美國等盟軍不追究意大利，故此該國亦破例獲邀派員參與是屆之奧運會。蘇聯原本亦獲邀參與，然而為避免跟美國之運動員惡性競爭亦缺席该屆奧運會，直到1952年舉行之赫爾辛基夏季奧運會方才重踏賽場。
| - 阿富汗 - 阿根廷 - 奥地利 - 比利时 - 百慕大 - 玻利维亚 - 巴西 - 圭亚那 - 缅甸 - 加拿大 - 锡兰 - 智利 - 中华民国 - 哥伦比亚 - 哥斯达黎加 | - 古巴 - 捷克斯洛伐克 - 丹麦 - 厄瓜多尔 - 埃及 - 萨尔瓦多 - 芬兰 - 法国 - 英国 - 希腊 - 危地马拉 - 海地 - 洪都拉斯 - 匈牙利 - 冰岛 - 印度 - 伊朗 - 伊拉克 - 爱尔兰 - 意大利 - 牙买加 | - 韩国 - 黎巴嫩 - 列支敦士登 - 卢森堡 - 马耳他 - 墨西哥 - 摩纳哥 - 荷兰 - 新西兰 - 尼加拉瓜 - 挪威 - 巴基斯坦 - 巴拿马 - 秘鲁 - 菲律宾 | - 波兰 - 葡萄牙 - 波多黎各 - 沙特阿拉伯 - 新加坡 - 南非 - 苏联 - 西班牙 - 瑞典 - 瑞士 - 叙利亚 - 泰国 - 特立尼达和多巴哥 - 土耳其 - 美国 - 苏联 - 乌拉圭 - 委内瑞拉 - 南斯拉夫 |

## 獎牌榜
| 排名 | 国家／地区          | 金牌 | 银牌 | 铜牌 | 總數 |
| ---- | ------------------- | ---- | ---- | ---- | ---- |
| 1    | 美国                | 38   | 27   | 19   | 84   |
| 2    | 瑞典（SWE）         | 16   | 11   | 17   | 44   |
| 3    | 法国（FRA）         | 10   | 6    | 13   | 29   |
| 4    | 匈牙利（HUN）       | 10   | 5    | 12   | 27   |
| 5    | 意大利（ITA）       | 8    | 11   | 8    | 27   |
| 6    | 芬兰（FIN）         | 8    | 7    | 5    | 20   |
| 7    | 土耳其（TUR）       | 6    | 4    | 2    | 12   |
| 8    | 捷克斯洛伐克（TCH） | 6    | 2    | 3    | 11   |
| 9    | 瑞士（SUI）         | 5    | 10   | 5    | 20   |
| 10   | 丹麦（DEN）         | 5    | 7    | 8    | 20   |

## 外部連結
- 國際奧委會關於1948年倫敦奧運會的資料（页面存档备份，存于）
- 中國奧委會有關第十四屆奧運會的資料

| 前任者： 伦敦（因二战取消） | 夏季奧林匹克運動會 第14届： 伦敦奥运会 1948年 | 繼任者： 赫尔辛基 |